# Estación de Cour-sur-Heure
La estación de Cour-sur-Heure es una estación de tren belga situada en Ham-sur-Heure-Nalines, en la provincia de Henao, región Valona.
Pertenece a la línea  de S-Trein Charleroi.

## Situación ferroviaria
La estación se encuentra en la línea 132 (Charleroi-Treignes).

## Intermodalidad
| Línea | Procedencia | Parada               | Destino        |
| ----- | ----------- | -------------------- | -------------- |
| 192   | GOZÉE Place | COUR-SUR-HEURE Place | NALINNES Place |